# Bermering
Bermering település Franciaországban, Moselle megyében. Lakosainak száma 201 fő (2022. január 1.). Bermering Grostenquin, Racrange, Rodalbe, Vallerange és Virming községekkel határos.

## Népesség
A település népességének változása:
| Lakosok száma | 305  | 285  | 233  | 231  | 247  | 234  | 225  | 220  | 214  | 201  |
|               | 1968 | 1982 | 1990 | 2006 | 2013 | 2015 | 2017 | 2019 | 2020 | 2022 |